# Beverly Beach
Beverly Beach é uma vila localizada no estado americano da Flórida, no condado de Flagler. Foi incorporada em 1955.

## Geografia
De acordo com o United States Census Bureau, a vila tem uma área de 1 km², onde 0,9 km² estão cobertos por terra e 0,1 km² por água.

### Localidades na vizinhança
O diagrama seguinte representa as localidades num raio de 32 km ao redor de Beverly Beach. 

## Demografia
Segundo o censo nacional de 2010, a sua população é de 338 habitantes e sua densidade populacional é de 383,8 hab/km². É a localidade que, em 10 anos, teve a maior redução populacional do condado de Flagler. Possui 321 residências, que resulta em uma densidade de 364,5 residências/km².